# ふるさと (漫画)
『ふるさと』は、矢口高雄の漫画作品。『漫画アクション』（双葉社）において1983年から1985年にかけて連載された。コミックスは全11巻が双葉社から刊行されている。1989年には中公コミックス（中央公論社）全3巻が刊行されている。2002年には双葉文庫名作シリーズ（双葉社）全8巻が刊行されている。
『ふるさと』は『おらが村』（1973年から1975年）、『新・おらが村』（1988年から1992年）からなる矢口高雄の三部作の二番目に位置付けされている。『おらが村』から7年間の空白期間が生じたのは、日本経済の高度成長により、農業の方法、農村での生活、人情までもが目まぐるしく変わってしまい、しばらく事の成り行きを見極める必要があったからだと作者は述懐している。
本作品は、主人公の一家が東京からふるさとの日暮村に戻り、農業で生きていこうとするところから始まり、二人の子どもたちの視点から見た山村の自然や暮らし、および，大人の視点から見た山村の農家の抱える問題が描かれている。

## あらすじ
蝉しぐれの章
東京のスーパーで働いていた杉村良平は、妻の浮気・失踪を機に、子どもたち2人を連れて、長い間無人となっていた日暮村の実家に戻り、農業で生計を立てようとする。となりの高山家の人々がなにかと世話をしてくれる。子どもたちは村での生活はなにもかもが新鮮で、戸惑いながらもなじんでいく。太平は級友の正勝と大げんかをし、それが元で親友となる。二人は谷川でバチヘビと遭遇し、それを聞いて村中が騒然となり、大捜索となったが、空振りに終わる。
山彦の章
太平とミズナは高山家で稲刈りを初体験する。太平は岩魚の産卵を見て大自然の営みの一端を感じ取る。秋が深まると村人は三々五々と出稼ぎに向かい、母校が工場になっているのを見て良平は愕然とする。良平なんとか出稼ぎをしないで生計を立てる方法を模索する。良平の作った藁で編み上げた長靴のワラシベに子どもたちは喜ぶ。村人と一緒に制作したワラシベを「雪ん子」と名付け、民芸品のサンプルとして東京に出すと好評であった。高山家では初孫の直人をベビーベッドか飯詰で育てるかで世代対立になりそうであったが、ゆかりの提案で丸く収まる。
金縷梅（まんさく）の章
太平が家の手伝いをミズナに押しつけたため、ミズナの風邪が悪化し、良平や周囲の大人からも叱られる。ミズナのため裏山に山彦を採りに行き、太平は吹雪にまかれ、危ういところを正勝のじいさまの機転で救助される。良平はじいさまから助け合いは気持ちであり、お金に換算しない精神について教えられる。良平はじいさまのマルカケは村の大切な文化だと話し、それを聞いた正勝はマルカケを教えろと頼む。マルカケに同行した良平は写真と文を出版社の友人に送り、大きく取り上げられる。じいさまは何にも言わないが、良平のところに山ブドウ液を届ける。帰りがけにじいさまは一言、ありがとうと言い残す。
花筵の章
春が近づき、良平は一からコメ作りを勉強する。ユキシロヤマメ釣りは3人でという約束であったが、母親を亡くし傷心の正勝に気遣い、沓沢先生と太平が参加する。良平の作った最初の苗床は順調に育っている。太平とミズナは田んぼの水たまりでたくさんのカエルの卵塊を見つけ、人食いアメーバ騒動を引き起こす。おチエばっぱの山菜採りに良平一家が参加し、ばっぱに教えられなんとか収穫となり、4人はカタゴの花筵の上で昼食となる。村では田植えの準備が順調に進んでおり、良平はひたすら学ぶ毎日である。山間地の田植えは手植えである。沓沢先生がみんなを連れて手伝いにやって来て、泥田がみるみる青田に変わっていく。
さなづらの章
太平とミズナは親とはぐれたフクロウのヒナを飼育し、ゴロスケと名付ける。ゴロスケは太平の腕に止まるようになる。ゴロスケは森に帰されるが、村に戻ってきていくつもの事件を起こし姿を消す。良平の水田からの収穫は30俵。すべて一等米となったが、60万円弱の収入にしかならない。ここから営農経費を差し引くと手取りは6割程度となる。これがコメづくりの現実である。京子から連絡があり、子どもたちに会いたいと泣きつかれるが良平は断る。政信の配慮で、農作業中の2人を見ることができる。年の瀬が近づくと村では大掃除が始まり、正月用の梵天を立て、松飾りを裏山から伐ってくる。元旦には若水を供える。
かまくらの章
太平とミズナが作ったかまくらに呼ばれて良平は、あらたまって正式に離婚したことを伝える。2人の反応はとっくに済んでいると思ってたよという明るいものであった。太平は茂作じいさまから伝授されたガッチンで魚採りに精を出す。出稼ぎに行っていた恵子の父親が急死する。出稼ぎにいかないでと言う太平に良平はビニールハウスで育てているタラの芽を見せる。それは恵子の父親のアイディアであった。京子がエキノコックス症で入院しており、余命数ヶ月と診断されていると知らされ、良平は子どもたちを見舞いに行かせる。無理に外出許可をもらい、その夜は伯父の家で京子と子どもたちは夕ご飯を囲む。
ふきのとうの章
春が進み、村ではようやく冬囲いを外すことができる。横田の家では跡取り息子が東京に出て行く。しかし、オートバイは売らずに残してくれと言い残す。沓沢先生は田舎に未練を残していると分析する。高山家の屋根の天ぷら工事が完成し、グシモチまきが行われる。田植えの合間に太平は去年からのテーマであるカッコウの托卵について観察を進め、自然の厳しさについて学ぶ。
アメンボの章
京子の病状は悪化し、もう時間の問題となる。良平は病室を訪ね、京子にもう一度、結婚してくれと申し込む。婚姻届が出され、京子は2人の子供の母親として亡くなる。その前に子どもたちが呼ばれ、最後の対面となるが、すでに京子には意識がない。混濁する意識の最後に子どもたちにお別れを言う。お葬式を終えて村に帰ると、正勝は太平を案内し、そこにはゴロスケがいる。いつものメンバーは連れだって、須川温泉に旅行し、翌朝は山の上から奥羽山脈のご来光を眺める。

## 登場人物
杉村 良平（すぎむら りょうへい）
東京からUターンして故郷の日暮村で農業を始める。
杉村 太平（すぎむら たいへい）
良平の長男、小学生
杉村 ミズナ（すぎむら ミズナ）
良平の長女、小学生
杉村 京子（すぎむら きょうこ）
失踪した良平の妻、後に正式に離婚する
高山 政太郎（たかやま せいたろう）
高山家の戸主。自分のことはさておいても他人の世話をする。
高山 信江（たかやま のぶえ）
政太郎の糟糠の妻。
高山 政信（たかやま まさのぶ）
高山家の長男で跡取り息子。
高山 ゆかり（たかやま ゆかり）
政信の妻で東京出身。
高山 直人（たかやま なおと）
政信の長男。
高山 かつみ（たかやま かつみ）
高山家の末っ子。
沓沢 熊吉（くつざわ くまきち）
元教師、博識で筋の通った話をすることから今でも沓沢先生と呼ばれている。
正勝（まさかつ）
太平の級友、趣味は昆虫採集。

## 書誌情報
- 矢口高雄『ふるさと』双葉社〈アクション・コミックス〉、全11巻 - ISBN無し
  1. 1984年2月19日初版発行[2]
  2. 1984年4月19日初版発行[3]
  3. 1984年6月19日初版発行[4]
  4. 1984年8月19日初版発行[5]
  5. 1984年10月14日初版発行[6]
  6. 1984年12月14日初版発行[7]
  7. 1985年3月19日初版発行[8]
  8. 1985年6月24日初版発行[9]
  9. 1985年8月9日初版発行[10]
  10. 1985年10月9日初版発行[11]
  11. 1985年12月14日初版発行[12]
- 矢口高雄『ふるさと』双葉社〈双葉文庫名作シリーズ〉、全8巻
  1. 2002年7月発行[13]。ISBN 4-575-72406-8
  2. 2002年7月発行[14]。ISBN 4-575-72407-6
  3. 2002年8月発行[15]。ISBN 4-575-72413-0
  4. 2002年8月発行[16]。ISBN 4-575-72414-9
  5. 2002年10月発行[17]。ISBN 4-575-72424-6
  6. 2002年10月発行[18]。ISBN 4-575-72425-4
  7. 2002年12月発行[19]。ISBN 4-575-72438-6
  8. 2002年12月発行[20]。ISBN 4-575-72439-4
- 矢口高雄『ふるさと』中央公論社〈中公コミックス〉、全3巻
  1. 1989年7月発行[21]。ISBN 4-12-001833-4
  2. 1989年7月発行[22]。ISBN 4-12-001834-2
  3. 1989年7月発行[23]。ISBN 4-12-001835-0